# ديفيد غاردينر
ديفيد غاردينر (بالإنجليزية: David Gardiner)‏ هو سياسي أمريكي، ولد في 29 مايو 1784 في إيست هامبتون في الولايات المتحدة، وتوفي في 28 فبراير 1844 في الولايات المتحدة. حزبياً، نشط في حزب الشعب. وقد انتخب عضو مجلس ولاية نيويورك.